# Beerenberg
Le Beerenberg (nom néerlandais pour « Montagne des ours ») est un volcan de l'île de Jan Mayen située entre la mer du Groenland (océan Arctique) au nord-ouest et la mer de Norvège (océan Atlantique) au sud-est.

## Géographie

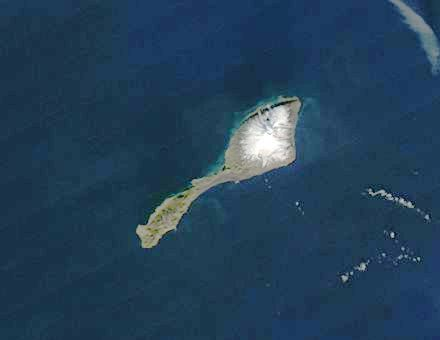
Image satellite de Jan Mayen avec le Beerenberg couvert de glace.

Le Beerenberg est le point culminant de l'île de Jan Mayen au sommet situé sur le bord sud-ouest du cratère et nommé Haakon VII Toppen avec 2 277 mètres d'altitude. Un autre sommet sur le bord nord-est du cratère est le Hakluyt Toppen et culmine à 2 203 mètres d'altitude. Il est aussi le volcan aérien le plus septentrional du monde avec 71° 5' de latitude nord. Volcan rouge de même type que les volcans islandais situés à quelques centaines de kilomètres plus au sud, il résulte de la coïncidence d'un point chaud avec la dorsale médio-atlantique et de ce fait, émet des laves basaltiques fluides. Couvert d'une calotte de glace de 115 km2 de superficie formant des langues glaciaires arrivant jusqu'à la mer, le Beerenberg est couronné par un cratère d'un kilomètre de diamètre en forme de fer à cheval ouvert en direction du nord-ouest en formant une vallée appelée Weyprechtbreen. Il comporte sur ses flancs et à ses pieds de nombreuses petites bouches éruptives ayant formé des cônes et des cratères.
Le Beerenberg, par ses éruptions successives, a formé le Nord-Jan, la partie nord de l'île de Jan Mayen, tandis que le Sør-Jan, la partie sud, est formé d'un ensemble de cônes, de dômes et de cratères imbriqués les uns dans les autres et ayant émis des laves trachytes au cours d'éruptions pyroclastiques.

## Histoire

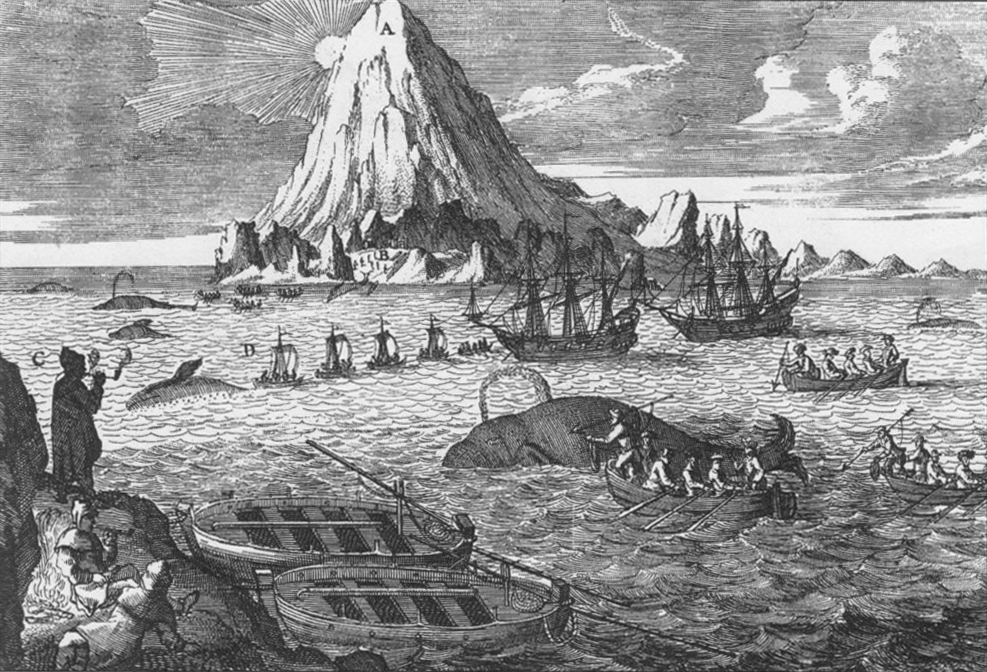
Gravure du XVIIIe siècle montrant des scènes de pêche à la baleine boréale par des Néerlandais à proximité de l'île de Jan Mayen et du Beerenberg.

La dernière éruption du Beerenberg remonte à 1985. Du 6 au 9 janvier, une éruption fissurale accompagnée de séismes de magnitude 5 se produit au nord-est du volcan, à proximité de la côte. Des coulées de lave fluide s'en échappent et plongent dans la mer, agrandissant l'île. Une autre éruption de ce type avec ouverture d'une fissure à proximité de la mer laissant s'échapper des laves fluides s'était déjà produite non loin de là, au début de l'année 1973.
Du 18 septembre 1970 jusqu'à 1972 s'est produite la dernière éruption sommitale à l'intérieur du cratère. Une éruption phréatique a percé le glacier sortant du cratère et a produit de grandes quantités de vapeur d'eau mais peu de lave.
D'autres éruptions s'étaient déjà produites au milieu du XIXe siècle, en avril 1818, le 17 mai 1732, en 1558 (éruption incertaine) et au XIVe siècle.